# Трудовик (Севский район)
Трудовик — посёлок в Севском районе Брянской области России. Входит в состав Пушкинского сельского поселения.

## География
Расположен в 3 км к юго-востоку от села Пушкино.

## История
Возник во второй четверти XX века. Решением Брянского облисполкома 8 сентября 1964 года объединены поселки Трудовик и Могельский — в один поселок Трудовик . В 1970 года решением Брянского облисполкома за поселком Чапаев Пушкинского сельсовета Севского района закреплено наименование Трудовик.

## Население
| 2010 | 2013 |
| ---- | ---- |
| 3    | ↘2   |